# Daniel Kehlmann

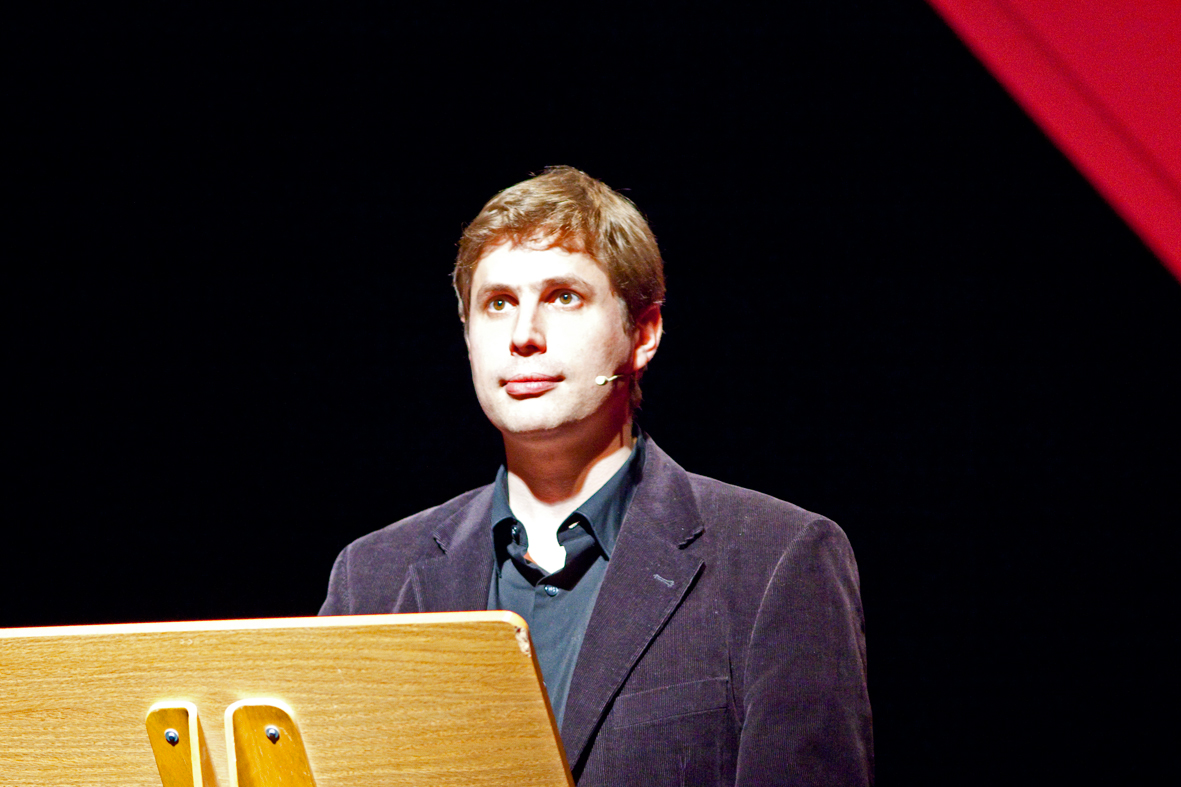
Daniel Kehlmann, 2009

Daniel Kehlmann (München, 13 januari 1975) is een Duits schrijver en essayist. Hij woont afwisselend in Wenen en Berlijn.

## Leven
Kehlmann is de zoon van een regisseur en een actrice. De familie verhuisde in 1981 naar Wenen. Later studeerde hij daar filosofie en literatuurwetenschappen. Hij promoveerde op een thesis over Immanuel Kant. Van 2001 tot medio 2007 gaf Kehlman gastcolleges poëzie aan de universiteiten in Mainz, Wiesbaden en Göttingen. Sindsdien is hij voltijds schrijver.

## Werk
Kehlmann publiceerde zijn eerste roman Beerholms Vorstellung (1997) - over een illusionist die plotseling meent werkelijk toveren te kunnen - terwijl hij nog studeerde. Zijn doorbraak volgde in 2005 met Die Vermessung der Welt ('Het meten van de wereld'), over twee geniale mannen die onafhankelijk van elkaar het absurde plan opvatten om de wereld te meten; de wereldreiziger Von Humboldt doet dat door de wereld in te trekken en baant zich een weg door jungles en woestijnen, de wiskundige Gauss doet het vanuit huis.
Die Vermessung der Welt bereikte in Duitsland recordoplagen. Het boek stond meer dan een jaar op nummer 1 van de lijst met bestverkochte boeken en er werden anderhalf miljoen exemplaren van verkocht. Volgens The New York Times was het wereldwijd het op een na het best verkochte boek uit 2006. De roman werd in veertig landen vertaald.
In 2009 verscheen Kehlmanns roman Ruhm ('Roem'). Niettegenstaande de vraag die de kritiek zich stelt of het hier "grote wereldliteratuur" betreft of niet, bereikt Kehlmann ook met dit boek weer enorme oplagen (binnen een jaar 300.000 exemplaren).
Kehlmann wordt als schrijver weleens getypeerd als magisch realist, verwant aan Latijns-Amerikaanse schrijvers als Gabriel García Márquez. Hij speelt als het ware met werkelijkheden, zoekt steeds de grenzen van de realiteit. Kehlmann baseert zich in zijn romans nauwelijks op autobiografische gegevens, maar vindt zelf zijn hoofdpersonen uit en verplaatst zich dan, bij wijze van experiment, in hun perspectief. Het gaat hem minder om de identificatie, maar vooral om de spanning die ontstaat uit de vraag of de hoofdpersonen slagen in hun merkwaardige ondernemingen of mislukken: een spanning die hij ook zelf zegt te ervaren tijdens het schrijfproces.
Kehlmans werk is ook niet gespeend van humor, mede waardoor zijn boeken (ondanks een zekere filosofische inslag) voor een breed publiek toegankelijk zijn.

## Prijzen
Kehlmann werd meermaals onderscheiden, onder meer met de Literaturpreis der Konrad-Adenauer-Stiftung (2006), de Per-Olov-Enquist-Preis (2008) en de Thomas-Mann-Preis (2008).

## Gepubliceerde werken
- Beerholms Vorstellung. Roman.
- Unter der Sonne. Verhalen.
- Mahlers Zeit. Roman.
- Der fernste Ort. Novelle.
- Ich und Kaminski (Nederlands: Ik en Kaminski). Roman.
- Die Vermessung der Welt (Nederlands: Het meten van de wereld). Roman.
- Wo ist Carlos Montúfar? Essays.
- Diese sehr ernsten Scherze. Göttinger Poetikvorlesungen. 2007.
- Requiem für einen Hund. Een gesprek (met Sebastian Kleinschmidt). 2008.
- Ruhm. Ein Roman in neun Geschichten (Nederlands: Roem). 2009.
- F. 2013.
- Du hättest gehen sollen (Nederlands: Je had moeten gaan). Novelle. 2016.
- TIJL. 2017.
- Lichtspiel (Nederlands: Lichtspel). 2023.